# 諾戈 (阿肯色州)
諾戈（英語：Nogo）是位於美國阿肯色州波普縣的一個非建制地區。該地的面積和人口皆未知。

## 地理
諾戈的座標為35°38′27″N 92°52′46″W / 35.64083°N 92.87944°W，而該地的平均海拔高度為526米（即1726英尺）。